# Petar Šegvić
Petar Šegvić, né le 25 juin 1930 à Split et mort le 7 juin 1990 dans la même ville, est un rameur yougoslave puis croate.

## Biographie

### Palmarès

#### Aviron aux Jeux olympiques
- 1952 à Helsinki,  Finlande
  -  Médaille d'or en quatre sans barreur[1]